# Chitradurga
Chitradurga è una città dell'India di 122.594 abitanti, capoluogo del distretto di Chitradurga, nello stato federato del Karnataka. In base al numero di abitanti la città rientra nella classe I (da 100.000 persone in su).

## Geografia fisica
La città è situata a 14° 13' 60 N e 76° 24' 0 E e ha un'altitudine di 731 m s.l.m..

## Società

### Evoluzione demografica
Al censimento del 2001 la popolazione di Chitradurga assommava a 122.594 persone, delle quali 62.811 maschi e 59.783 femmine. I bambini di età inferiore o uguale ai sei anni assommavano a 13.604, dei quali 6.975 maschi e 6.629 femmine. Infine, coloro che erano in grado di saper almeno leggere e scrivere erano 93.060, dei quali 50.300 maschi e 42.760 femmine.

## Storia
Posta in posizione strategica, ai piedi di una serie di colli, Chitradurga fu un importante avamposto dell'impero Vijayanagara. In seguito nei secoli XVII e XVIII fu la capitale di un piccolo regno locale, controllato dalla stirpe dei Beda. Nel 1799 fu occupata da Haider Ali e successivamente dagli inglesi.

## Luoghi di interesse

### Forte di Chitradurga

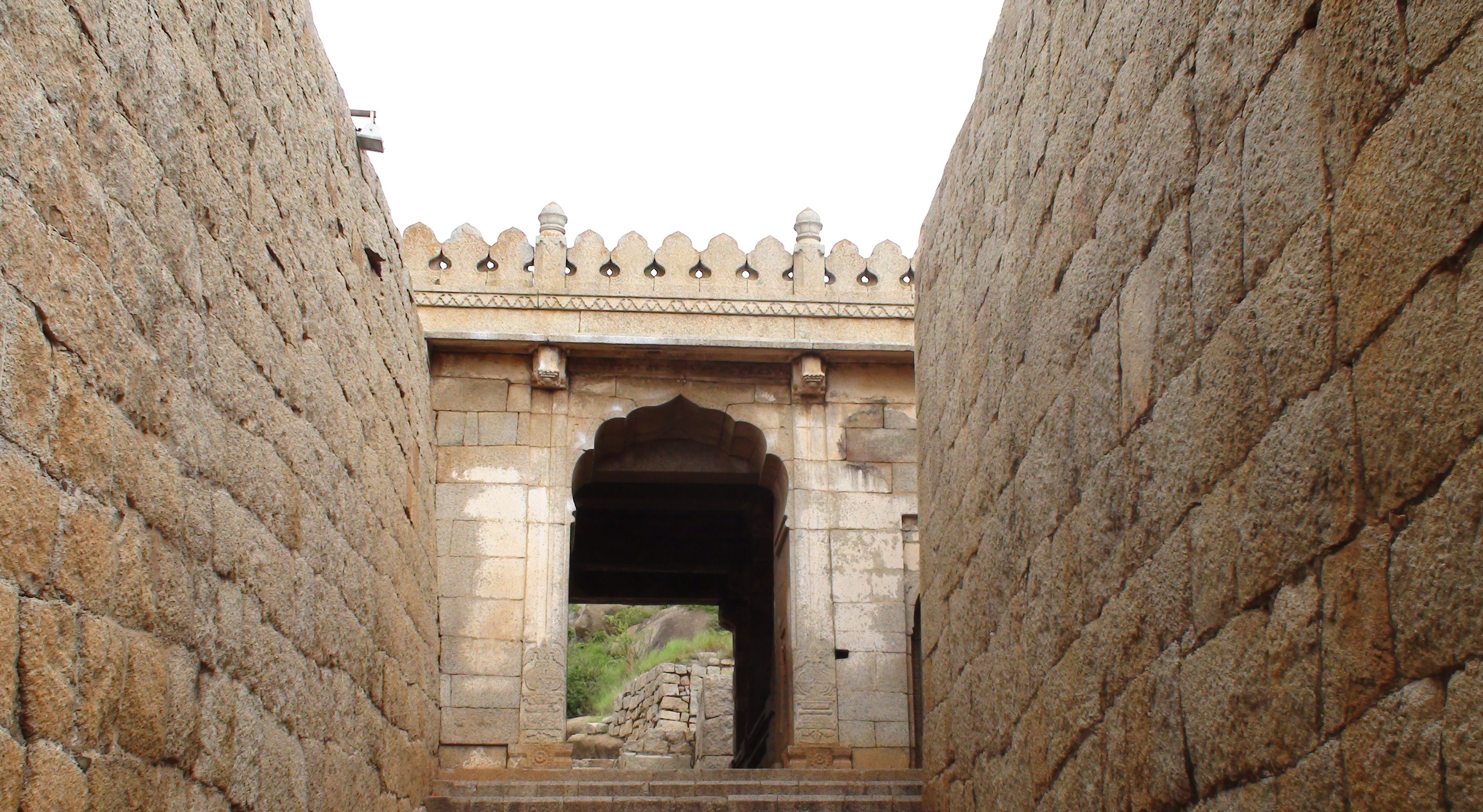
Una delle porte del forte

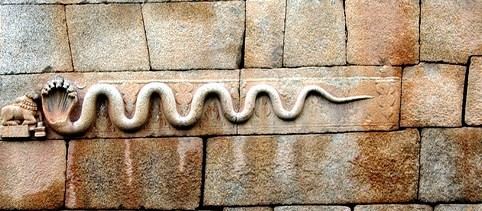
Un fregio posto su una delle porte

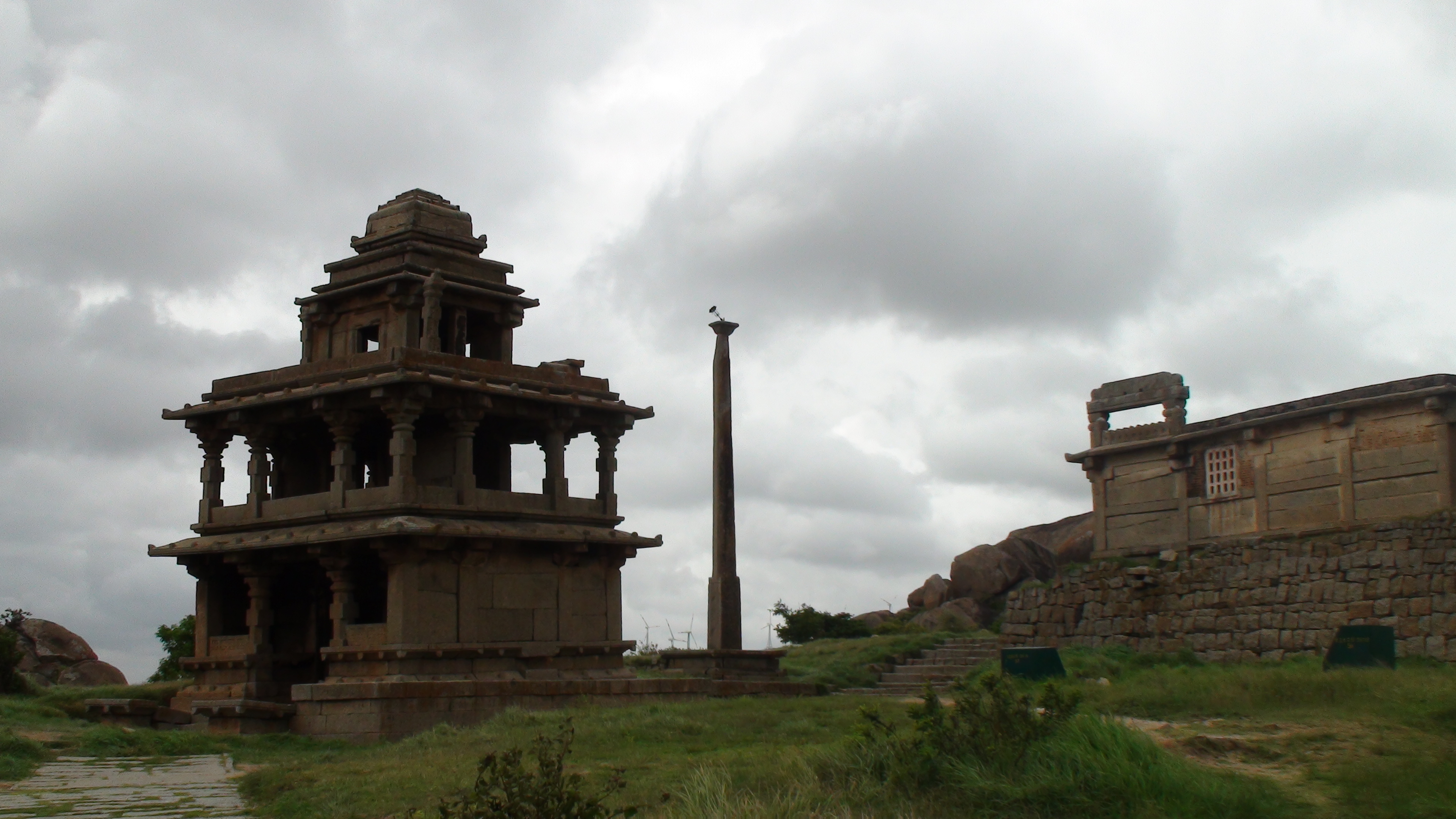
Il Gali mandapa all'interno del forte

Posto su una collina che domina la città, il forte ha possenti mura costituite da enormi blocchi di granito; vi si accede tramite tre porte. Nel cortile interno vi sono alcuni piccolo templi indù ed una serie di porte cerimoniali costruite dalla dinastia Beda.
Il principale tempio è il Sampige Siddheshvara, dove venivano incoronati i re locali.
Sempre nel forte si trovano le rovine dei granai reali in pietra ed argilla, alcune residenze nobiliari ed un grande pozzo.

### Tempio di Ucchalingamma
Tempio indù del secolo XVII.